# 葛老山
葛老山（かつろうざん）は、 栃木県日光市に位置する標高1,123 mの山。古くは戸板山と呼ばれていた。
下野新聞社が選定した栃木百名山のひとつである。

## 登山
野岩鉄道会津鬼怒川線湯西川温泉駅、道の駅湯西川が登山口となっているため、アクセスは非常に良い。3時間半程度で往復できること、道の駅湯西川に温泉施設を併設していることからも人気はあるが、熊の目撃情報もあるため注意が必要である。
なお、湯西川のキャラクターのかっぱを七福神に見立てた「かっぱ七福神」を巡りながらの登山となる。

## 歴史
1683年（天和3年）におきた天和日光地震によって地すべりが発生し、鬼怒川支流の男鹿川が堰き止められて地すべりダムが出現した。江戸の日本橋から50里の距離にあることから五十里湖と呼ばれたという。その後、1723年（享保8年）8月の数日降り続いた雨で決壊して下流の約70の村に洪水を引き起こした。このときに、温泉が湧き出すのが発見され、これが今の川治温泉になり、また下流の岩が削られ、竜王峡の峡谷ができた。
のちに地すべりのあった地点から約2 km下流に五十里ダムが建造された。このダム湖もまた五十里湖と呼ばれている。

## ギャラリー

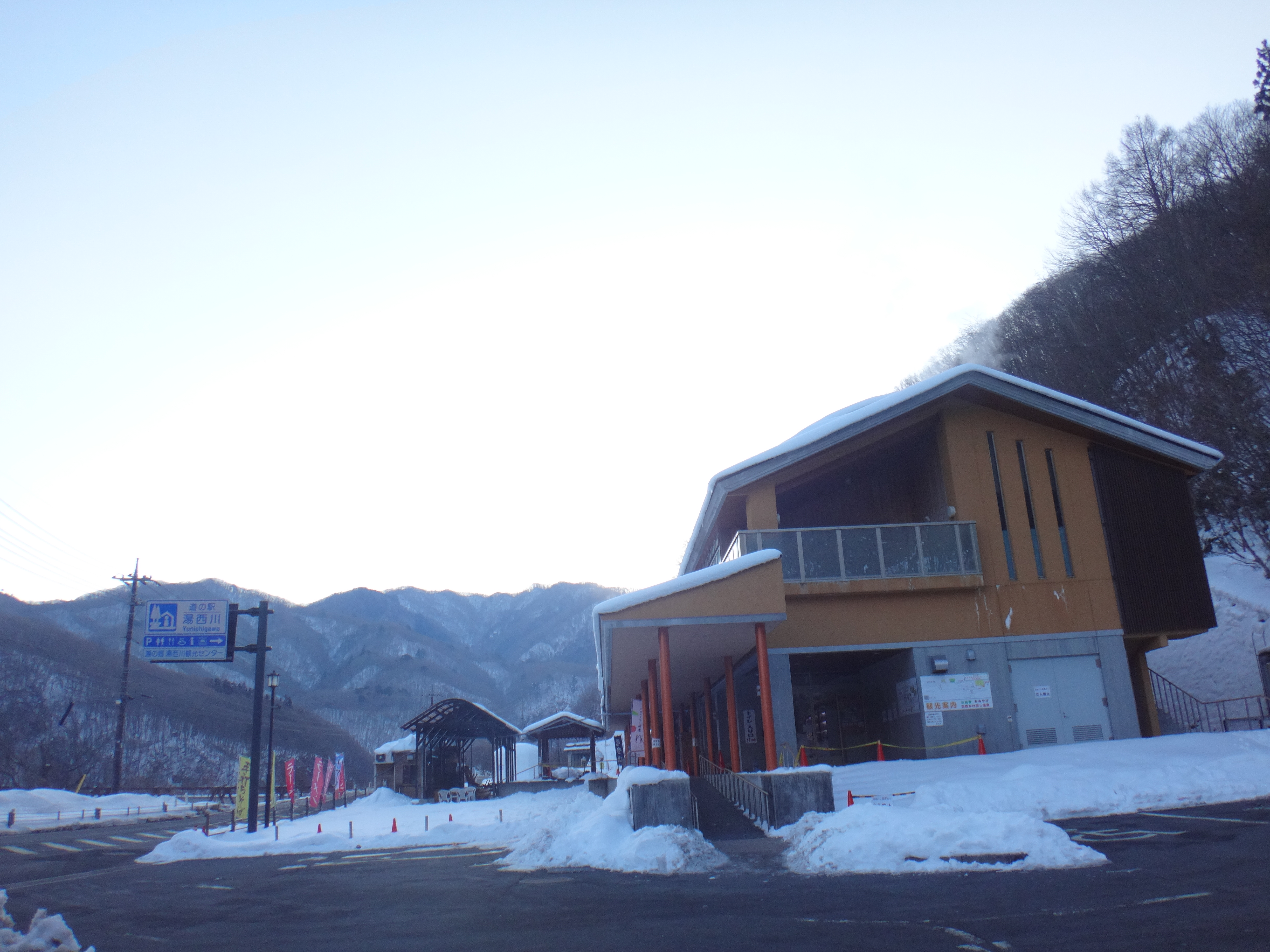
道の駅 湯西川の駐車場が登山口
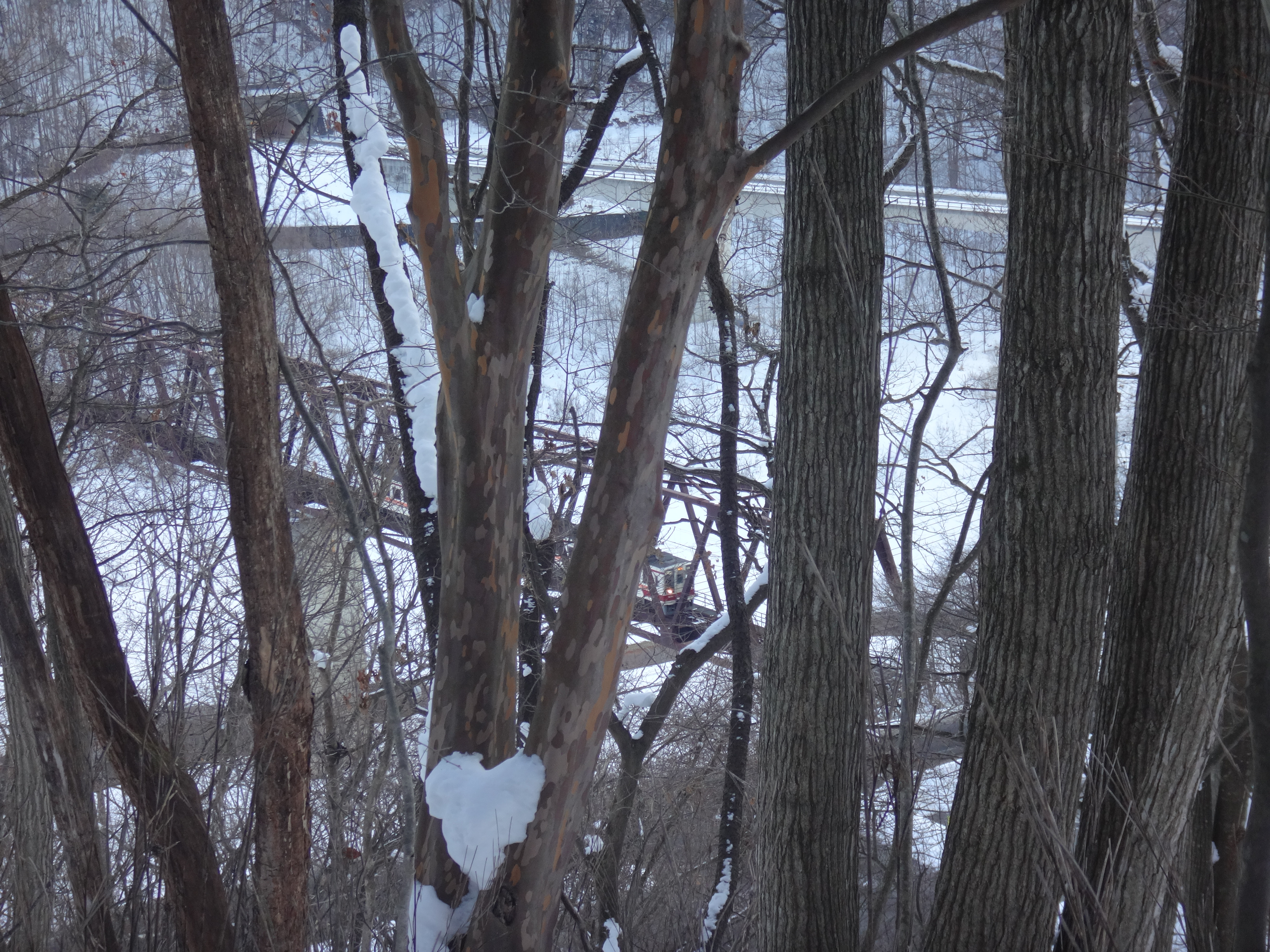
湯西川温泉駅に向かう列車を樹間から眺める
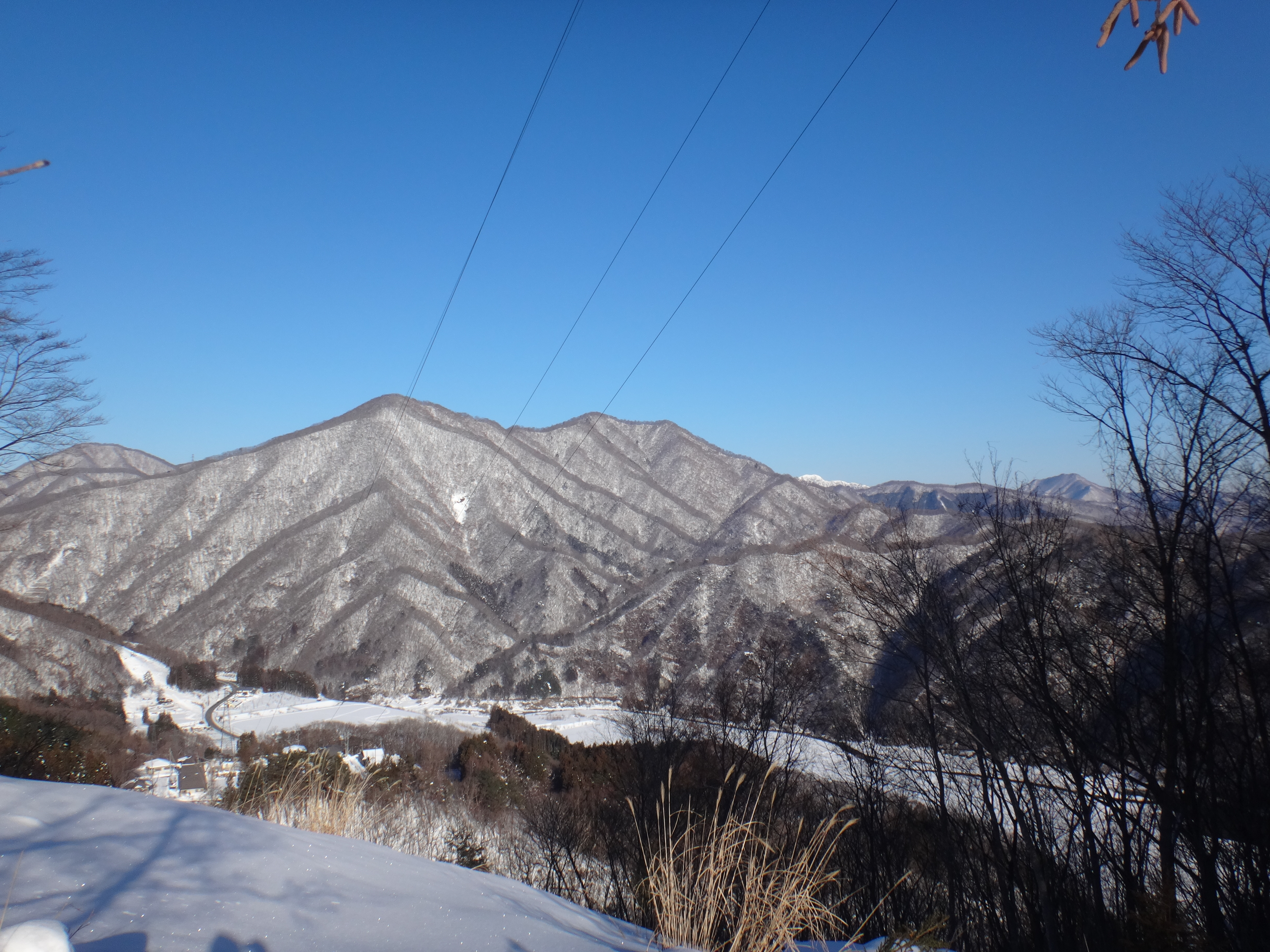
送電用鉄塔付近からの開けた景色
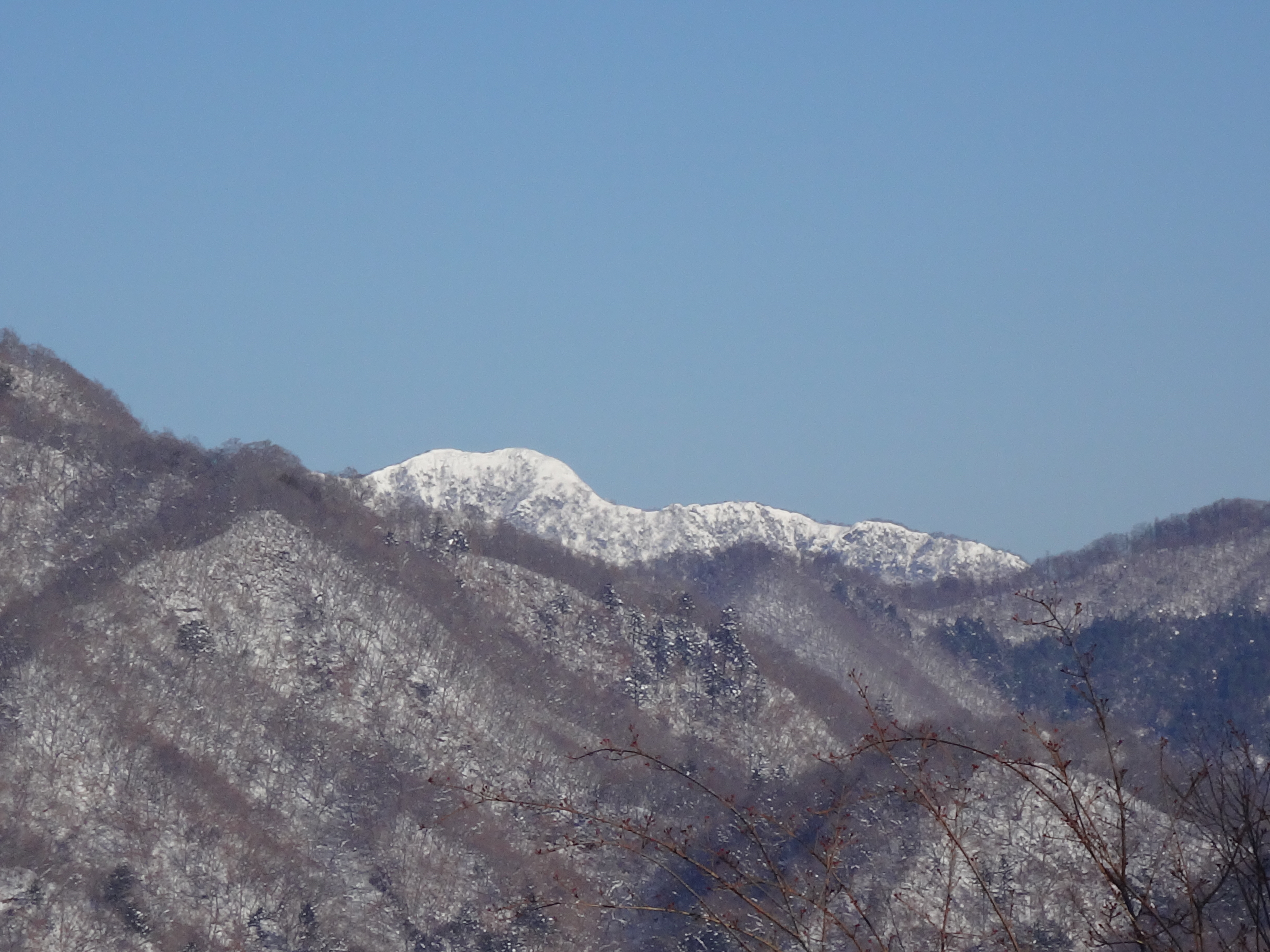
雪を被った荒海山を眺める
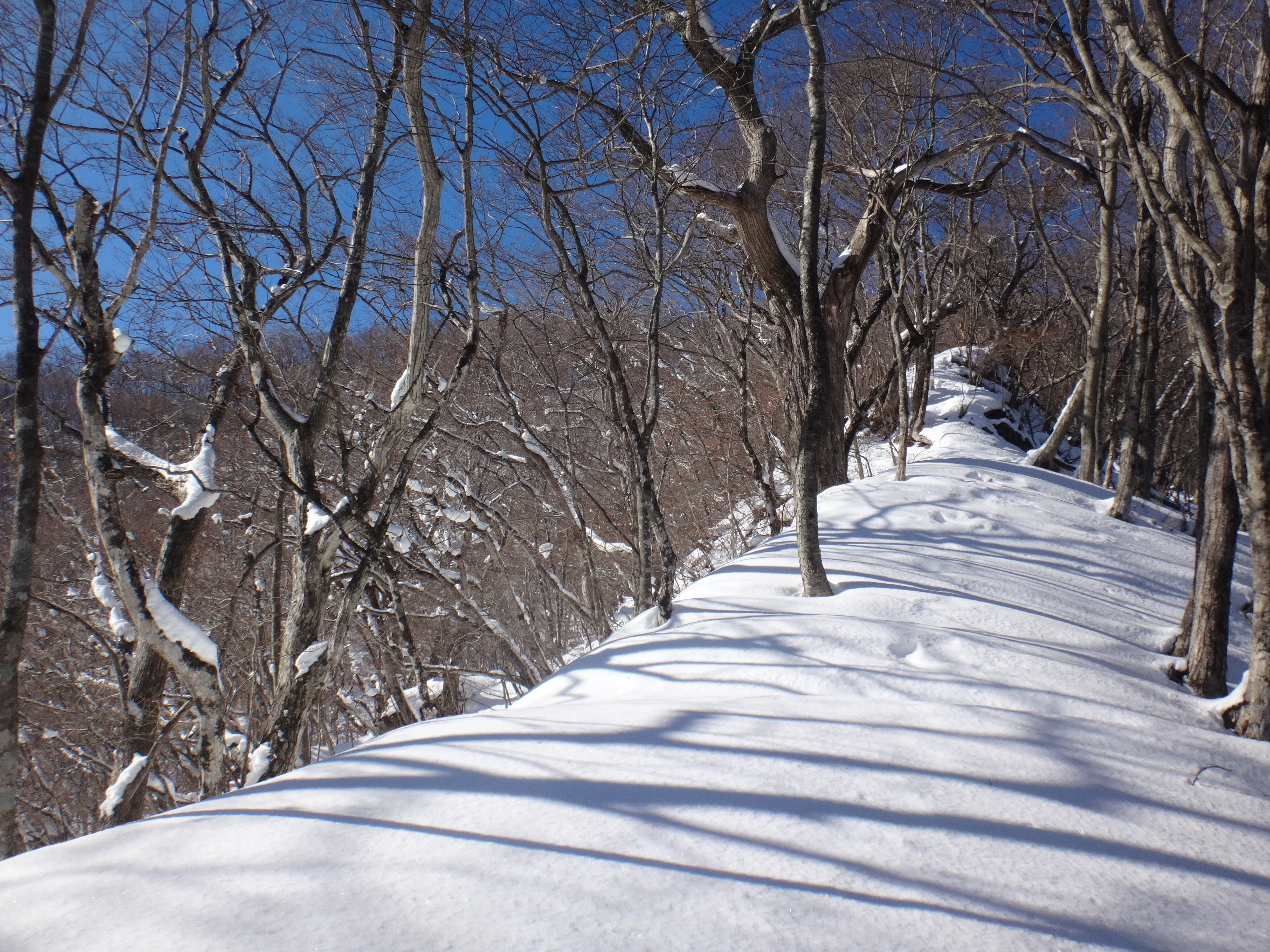
冬はラッセルする必要がある
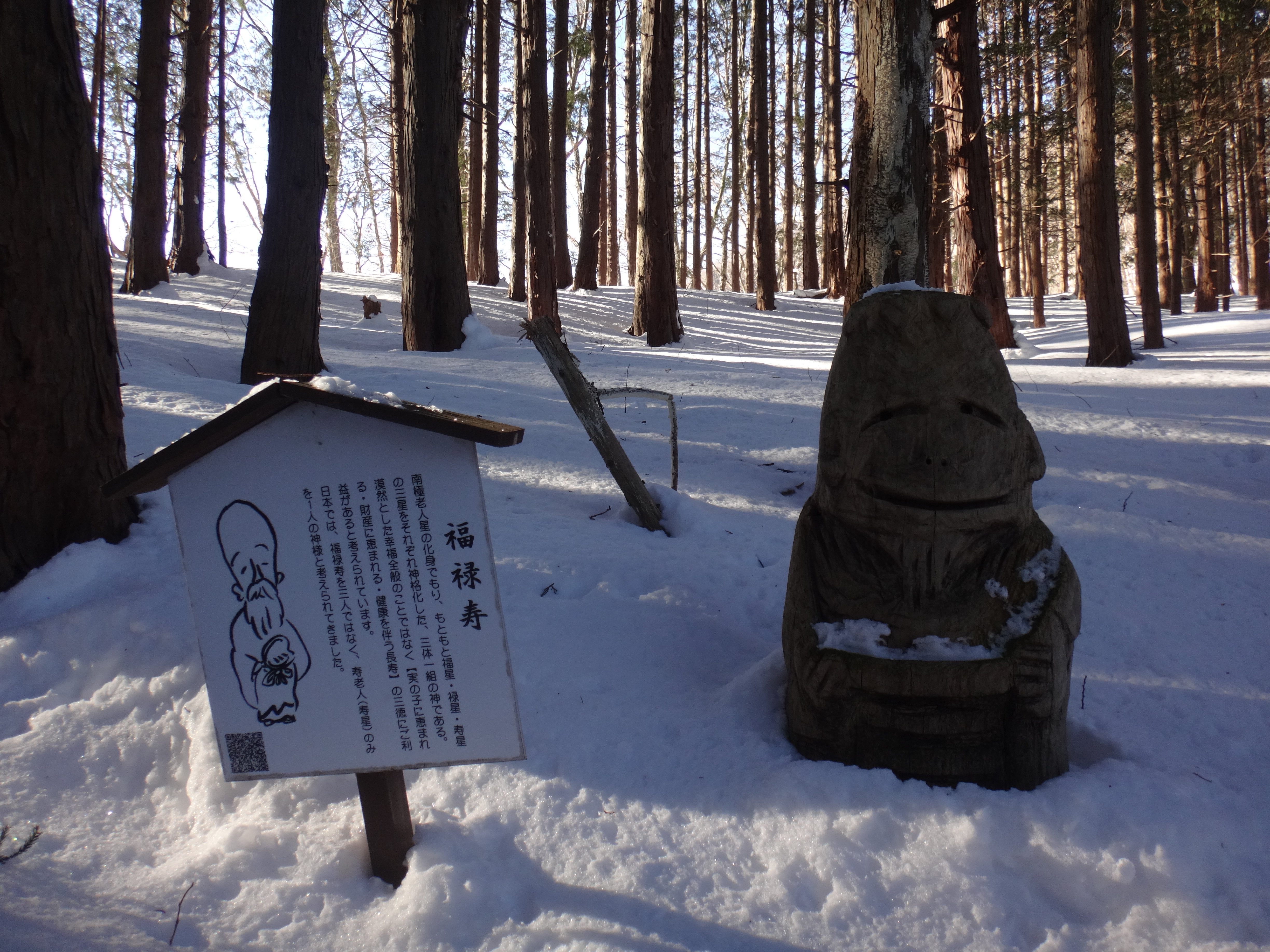
福禄寿の木像
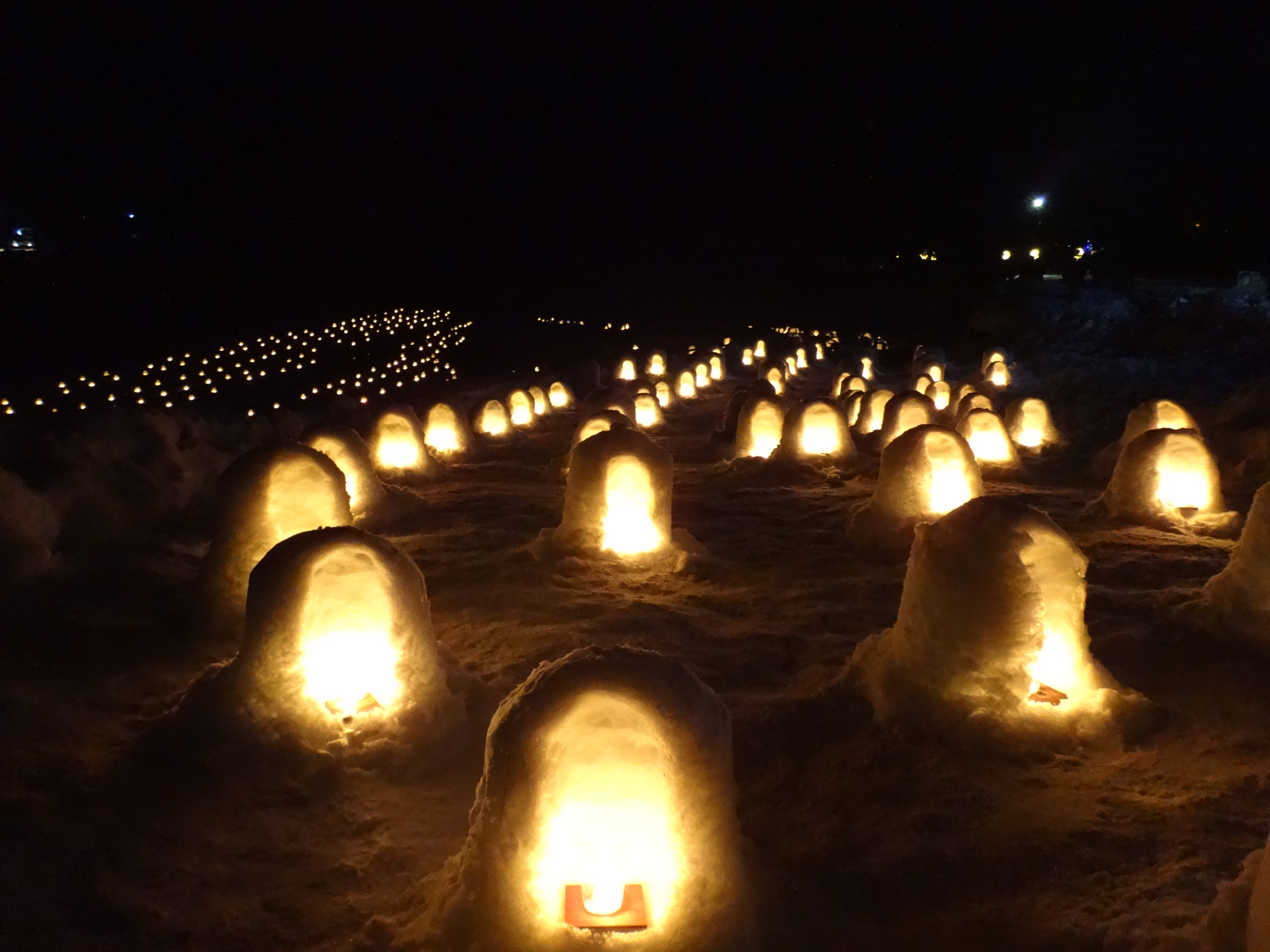
湯西川温泉「かまくら祭」（２月上旬）
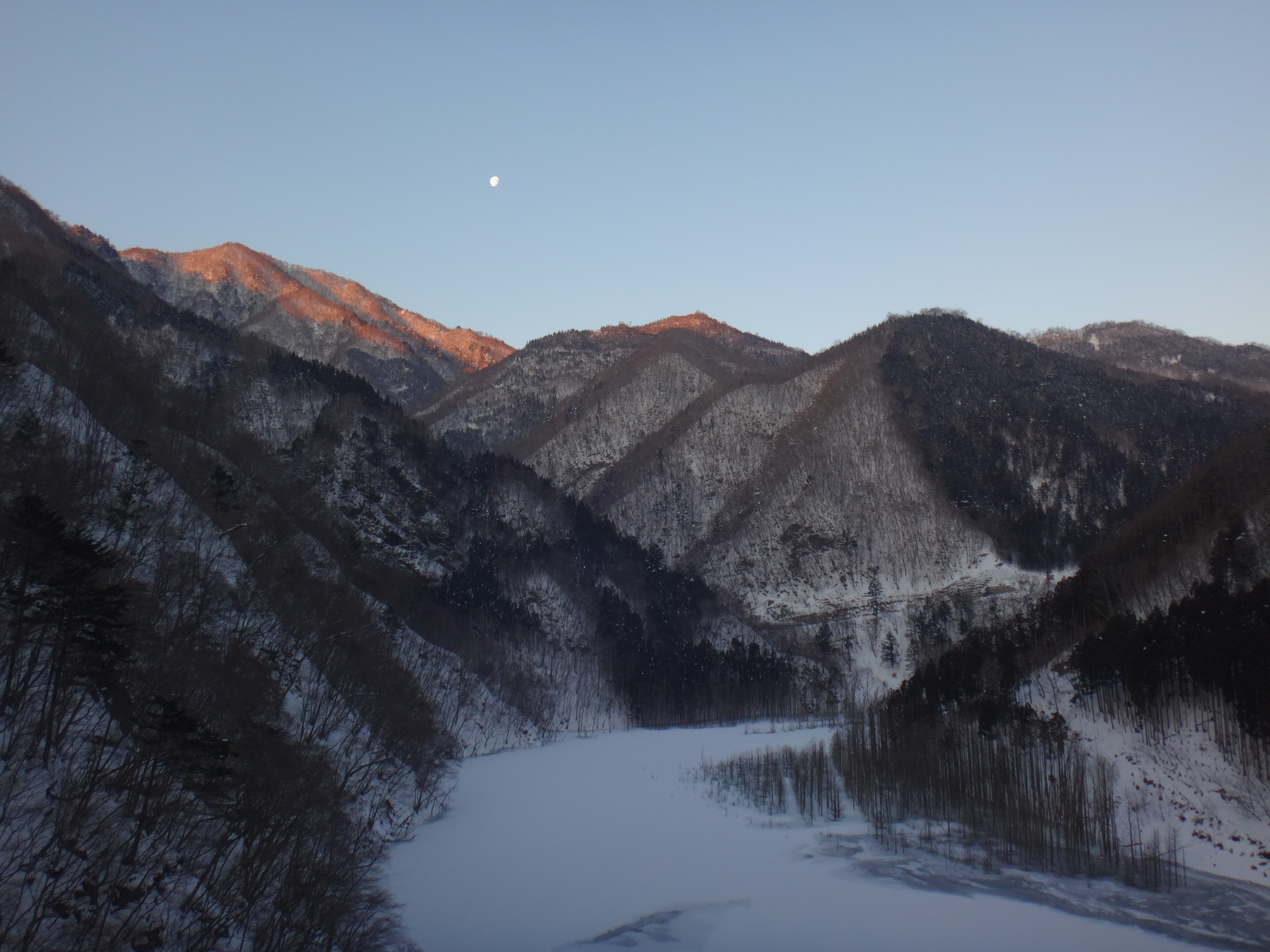
凍結した湯西川湖（夜明け後）